# 沈有容諭退紅毛番韋麻郎等碑

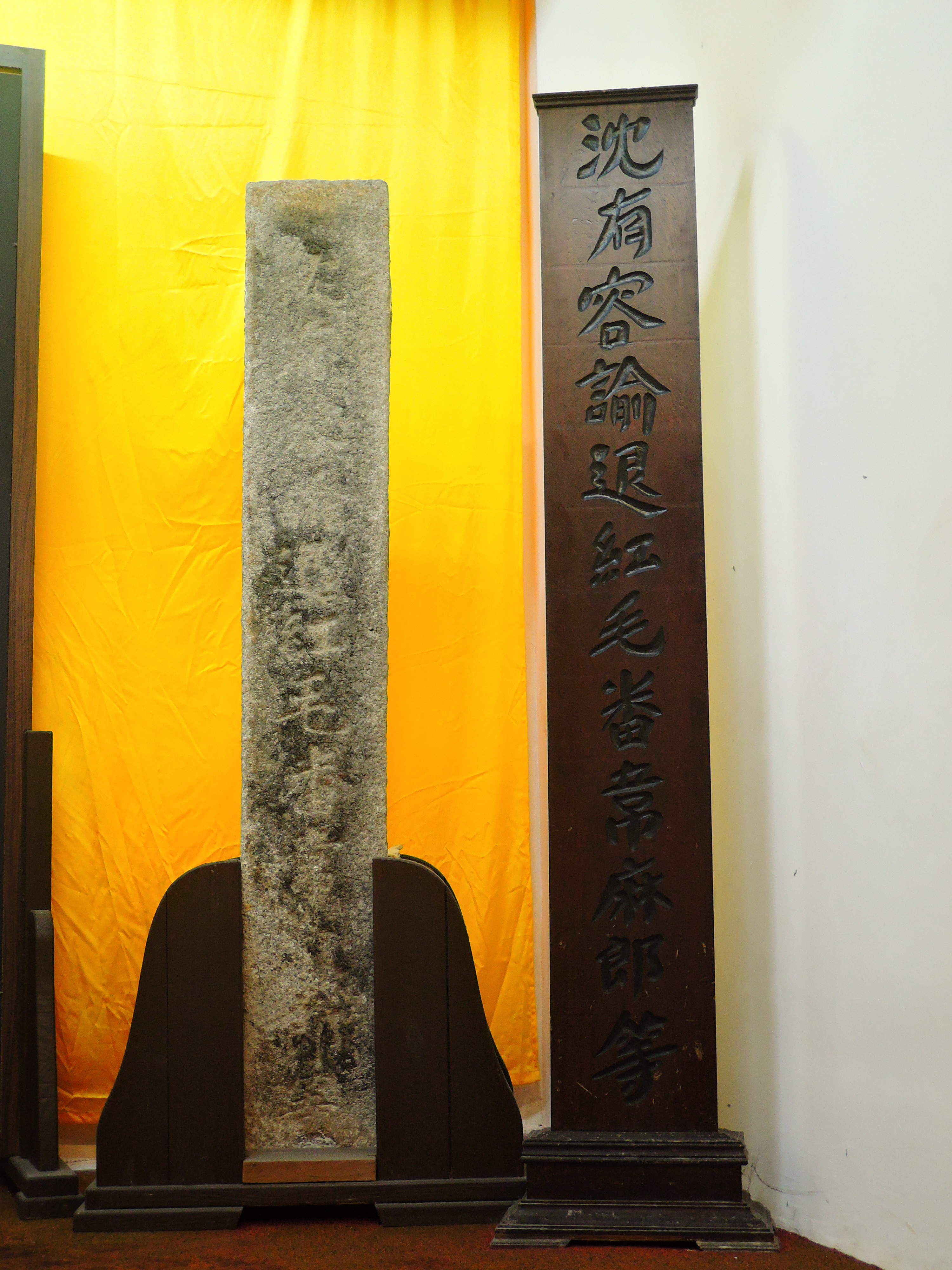
沈有容諭退紅毛番韋麻郎等

「沈有容諭退紅毛番韋麻郎等」為台灣現存年代最早的石碑，內容指1604年明朝將領沈有容在談判下，使荷蘭人韋麻郎離開澎湖的事件。此碑於大正八年（1919年）被發現。本碑高200公分，寬28公分，厚14公分，目前保存於台灣澎湖縣馬公市澎湖天后宮。
2019年10月9日，「沈有容諭退紅毛番韋麻郎等」碑獲指定為文化資產的古物類中的「一般古物」等級。2020年12月，時任澎湖縣縣長賴峰偉在就職2週年記者會中公開宣示，將向中央爭取將此碑列為國寶等級，以求永久典藏。2022年3月8日，「沈有容諭退紅毛番韋麻郎等」經文化部核准，定為中華民國國寶級文物。

## 歷史
為了擴張勢力範圍，增加貿易金額，荷蘭東印度公司希望在東亞地區找到一個可供船隻補給的長期據點。1602年（明萬曆30年）攻打澳門失敗後，接受中國商人李錦之建議，於1604年6月（明萬曆三十二年），再次出航，計劃經澳門轉往澎湖，但在廣州地區遇到大風，改為直接前往澎湖。
抵達澎湖後，司令韋麻郎派人至福建請求互市。10月，福建海澄稅監高宷派人來澎湖，聲稱可以打通明朝各關節，向韋麻郎取得巨額賄絡。明朝當局無意與荷蘭進行貿易，故於接獲消息後，指派都司沈有容帶領戰艦五十艘（約兩萬人），於同年11月18日抵今日之馬公市，於「娘媽宮」（即今澎湖天后宮）會晤韋麻郎，要求撤出澎湖。韋氏因互市無望，兵力亦相差懸殊，於同年12月15日離開澎湖，轉往台灣尋找據點。事件結束後，明朝政府立此碑以表彰沈有容。

## 發現與保存
昭和十年（1935年），日本政府在臺南市舉辦歷史展覽會紀念領臺四十周年時。臺南市長谷澤勝之在澎湖採訪史料，在媽祖宮發現「沈有容諭退紅毛番韋麻郎等」，並稍來拓本。據中村孝志所著〈沈有容諭退紅毛番碑に就いて〉一文，得知此碑是於大正八年（1919年）維修澎湖天后宮時，在天后宮祭壇下發掘出此碑。在此碑出土前，台、澎地區最古老的石碑，一向是公認立於清康熙二十二年（1683年）的「靖台碑」（亦存於馬公市）及「靖海將軍侯施公功德碑」（始立於台南大天后宮）。出土後此碑成為媽宮廟之柱。
1985年，台灣文建會重修天后宮後，將此碑安置於清風閣二樓，隨後移置至清風閣一樓的過道間，並設立說明告示牌。石碑本體大致完好，惟字體稍有模糊。

## 外部連結
- 全台第一碑沈有容諭退紅毛番韋麻郎等 （页面存档备份，存于）